# Mohammad Alavi
Mohammad Sayed Alavi (in persiano سید محمد علوی‎; Kashan, 29 gennaio 1982) è un ex calciatore iraniano, di ruolo centrocampista.

## Carriera

### Club
Ha sempre giocato nel campionato iraniano.

### Nazionale
Con la maglia della Nazionale ha collezionato 22 presenze tra il 2004 e il 2006.